# Fruhstorferia takuyai
Fruhstorferia takuyai är en skalbaggsart som beskrevs av Muramoto 2003. Fruhstorferia takuyai ingår i släktet Fruhstorferia och familjen Rutelidae. Inga underarter finns listade i Catalogue of Life.